# Cephalocousya
Cephalocousya är ett släkte av skalbaggar som beskrevs av Lohse 1971. Cephalocousya ingår i familjen kortvingar.
Släktet innehåller bara arten Cephalocousya nivicola.